# Filippo Vitali
Filippo Vitali (ur. 1590 we Florencji, zm. 1 kwietnia 1653 tamże) – włoski kompozytor i śpiewak okresu baroku. 10 czerwca 1631 roku został przyjęty jako śpiewak do kaplicy papieskiej w Rzymie. Służył na dworze Barberinich jako kompozytor i muzyk.